# Buddy the Gee Man
Pour plus de détails, voir Fiche technique et Distribution.
Buddy the Gee Man est un dessin animé américain réalisé par Jack King, produit par la Warner Bros. Pictures, dans la série des Buddy (Looney Tunes), sorti en 1935.
Il a été réalisé par Jack King et produit par Leon Schlesinger est crédité comme producteur associé.

## Fiche technique
- Titre original : Buddy the Gee Man
- Réalisation : Jack King
- Producteurs : Leon Schlesinger
- Musique : Norman Spencer
- Production : Leon Schlesinger Studios
- Distribution : Warner Bros. Pictures
- Format : noir et blanc - mono
- Langue : anglais
- Pays : États-Unis
- Genre : Dessin-animé
- Durée : 7 minutes
- Date de sortie : USA : 24 août 1935
- Licence : Domaine public[1]